# Samuel Harjanne
Samuel Harjanne  (1987. december 22. –) finn származású rendező, színész, szinkronszínész és énekes.
Londonban él és tehetségét ott is nagyon elismerik kiváló rendezései nyomán. Az elmúlt 15 évben rengeteg szinkronszerepet vállalt, Finnországban az egyik legnépszerűbb szinkronszínésznek számít. Számos színházban szerepelt és/vagy rendezett.  Például a  Helsinki City Theatre-ben,az  Åbo Svenska Teater-ben, Turku City Theatre-ben, Wasa Teater-ben és Tampere Theatre-ben.  Sok musical rendezése is a nevéhez fűződik, a Disney-től egészen az Altar Boyzig.

## Színház munkái

### Színházi rendezései
- Kinky Boots - Helsinki - Finnország, 2018
- Billy Elliot - Tampere - Finnország, 2018
- Les Misérables (musical) - Tallinn és Tartu - Észtország, 2017
- Spring Awakening- Tampere- Finland, 2017
- Don't Run- A new musical - London - Egyesült Királyság, 2015
- Loserville - Guildford - Egyesült Királyság, 2015
- The Three Little Pigs- Helsinki - Finnország, 2014 / Finn túra, 2015
- I love You, You're Perfect, Now Change- Finnish Tour 2014
- Hevisaurus ja Velhojenvuoren salaisuus '- Helsinki - Finnország, 2013
- Aladdin - Helsinki - Finnország, 2012
- You're A Good Man, Charlie Brown - Porvoo - Finnország, 2011
- The Wedding Singer- Pietarsaari- Finnország, 2010
- Altar Boyz- Helsinki- Finnország, 2008

### Színész
- Tanz der Vampire - Herbert (2016)
- Les Misérables - Enjolras (2013-2014)
- Jekyll &amp; Hyde - u / s Jekyll & Hyde, együttes (2013)
- Next to normal- Henry (2012)
- Legally Blonde- Carlos (2011)
- When the Robbers Came to Cardammon Town
- Striking 12 - Brandon (2011)- Tommi (2011-2012)
- Les Misérables - Feuilly (2010-2011) és Enjolras (2012)
- Spring Awakening- Ernst (2009)
- High School Musical 2 - Ryan (2009)
- High School Musical - Ryan (2008)
- Avenue Q - Nicky (2007)

## Szinkronszerepei

### Szinkronrendező
- Cloudy with Chance of Meatballs 2-  szinkronrendező (2013)
- Sharpay mesés kalandja -  szinkronrendező (2011)
- Gnomeo and Juliet-  szinkronrendező (2011)
- Cloudy with a Chance of Meatballs -  szinkronrendező (2009)
- High School Musical - El Desafio - szinkronrendező (2009)
- Samsam - szinkronrendező (2009)
- Bridge to Terabithia - szinkronrendező (2008)

### Televíziós animáció
- Recess - Vince, Butch (1996–2001)
- Kim Possible - Ron Stoppable (2002–2008)
- Ninja Turtles tizenéves mutáns (2003) - Leonardo ( 1-2 évad) (2003–2004) (Később helyettesítette: Markus Blom )
- The Replacements - Donny Rottweiler, Johnny Kunnari (2006–2009)
- Phineas és Ferb - Jeremy Johnson, Buford Van Stomm és Carl (2007- napjainkig)
- Avatar: The Last Airbender - Sokka (2008)
- Lego NinjaGo: Spinjitzu mesterei - Jay (2011-napjainkig)

### Animáció
- Battle B-Daman - Enjyu, Joshua, Cain (epizódok 19-25)
- Beyblade - Ray
- Digimon Adventure 02 - Ken Ichijouji (2002)
- Digimon Tamers - Ryo Akiyama, Grani (2009)
- Pokémon - 17. évad Főcím & Random további szinkronszerepek
- Transformers: Armada - Rad
- Transformers: Cybertron - Coby, Red Alert

### Televíziós munkák
- Hannah Montana - Jackson Stewart ( Jason Earles ) (2006)
- Lazytown - Pixeli ( Rúnar Freyr Gíslason ) (hang)

### Filmes munkák
- Spy Kids 2 - Gary Giggles ( Matt O'Leary ) (2002)
- Narnia krónikái: Az oroszlán, a boszorkány és a ruhásszekrény - Peter Pevensie ( William Mosely ) (2005)
- High School Musical - Ryan Evans ( Lucas Grabeel ) (2006)
- High School Musical 2 - Ryan Evans ( Lucas Grabeel ) (2007)
- Alvin és a mókusok - Theodore ( Jesse McCartney ) (2007) (hang)
- Narnia krónikái: Caspian herceg - Pevensie Péter ( William Mosely ) (2008)
- Camp Rock - Jason ( Kevin Jonas ) (2008)
- Hannah Montana: A film - Jackson Stewart ( Jason Earles ) (2009)
- Alvin és a Chipmunks: The Squeakquel - Theodore ( Jesse McCartney ) (2009) (hang)
- Camp Rock 2 - Jason ( Kevin Jonas ) (2010)
- Alvin és a Chipmunks: Chipwrecked - Theodore ( Jesse McCartney ) (2011) (hang)

### Animációs filmek
- Recess: School's Out - Vince (2001)
- Bambi - Young Bambi (1942) (2005-ös finn Re-dub kiadás)
- Autók - Snot Rod (2006)
- Surf's Up - Mikey Abromowitz (2007)
- Ratatouille - Linguini (2007)
- A Simpsons film - Nelson Muntz, Martin Prince (2007)
- Cloudy with a Chance of Meatballs- további hang (2010)
- Rio - Kipo (2011)
- Happy Feet 2 - Bill (2011)
- Tintin kalandjai: az egyszarvú titka - Tintin (2011)
- Rio 2 - Tulio

## Videójáték-szerepek
- Harry Potter és a bölcsek köve - Fred Weasley és George Weasley (2001)
- Harry Potter és a Titkok Kamrája - Fred Weasley, George Weasley és Percy Weasley (2002)
- Harry Potter és a Tűz Serlege - Harry Potter (2005)
- A Titánok összeomlása - Tiny Tiger (2007)
- Crash: Mind a mutáns felett - Tiny Tiger (2008)
- A Spyro legendája: A sárkány hajnala - Spyro the Dragon (2008)[1]

## Fordítás
- Ez a szócikk részben vagy egészben  a   Samuel Harjanne című angol Wikipédia-szócikk ezen változatának fordításán alapul.  Az eredeti cikk szerkesztőit annak laptörténete sorolja fel. Ez a jelzés csupán a megfogalmazás eredetét és a szerzői jogokat jelzi, nem szolgál a cikkben szereplő információk forrásmegjelöléseként.